# Juan Velez (bispo)
O padre Juan Vélez (12 de março de 1602 – 1661) foi um prelado católico romano nomeado bispo de Cebu.

## Biografia
Juan Vélez nasceu em Córdoba, Espanha, e foi ordenado sacerdote em 1627. Serviu como reitor da igreja na Arquidiocese de Manila. A 26 de janeiro de 1660, o papa Alexandre VII nomeou-o bispo de Cebu. Embora tenha assumido o cargo de bispo de Cebu, morreu antes da sua consagração como bispo.